# Saint-Priest, Ardèche
Saint-Priest là một xã ở tỉnh Ardèche, vùng Auvergne-Rhône-Alpes ở đông nam nước Pháp.